# میگل آنخل مونوز آلونسو
میگل آنخل مونوز آلونسو (انگلیسی: Miguel Ángel؛ زادهٔ ۲۶ ژانویهٔ ۱۹۹۵) بازیکن فوتبال اهل اسپانیا است.